# Junko Iwao

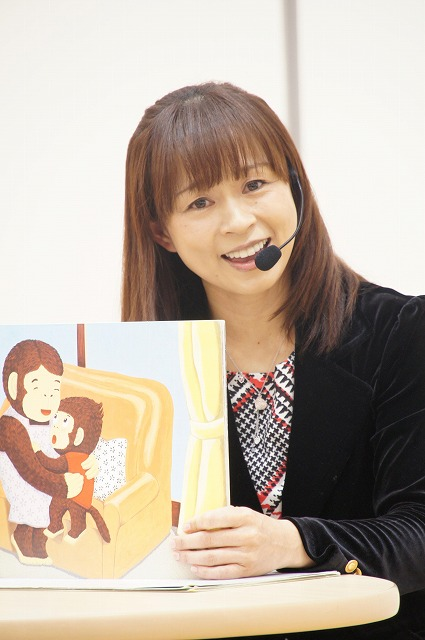
Junko Iwao, 2013

Junko Iwao (jap. 岩男 潤子, Iwao Junko; * 18. Februar 1970 in Beppu) ist eine japanische Synchronsprecherin (Seiyū) und Sängerin.

## Biografie
Als Kind begeisterte sie sich für die Gruppe Akai Tori und Yumi Matsutōya und wollte Sängerin werden. Deswegen verließ sie mit 13 Jahren ihre Heimatstadt und ging nach Tokio. Als Jun Iwao (いわお 潤, Iwao Jun) ersetzte sie Yumiko Itaya in der Idol-Gruppe Saint Four. Nach der Auflösung der Gruppe 1985 sang sie Kinderlieder und dachte daran, sich aus der Unterhaltungsindustrie zurückzuziehen. 1994 hatte sie ihr Debüt als Synchronsprecherin im Anime Montana Jones. Bekanntheit als Synchronsprecherin erlangte sie durch Rollen in Key – The Metal Idol, Neon Genesis Evangelion, Mojakō, Card Captor Sakura und Perfect Blue. Junko besitzt einen großen Stimmumfang und spricht Rollen von Jungs, über kleine Mädchen bis zu erwachsenen Frauen.
1995 hatte sie mit Shutter Chance no Renzoku ihr Debüt als Solosängerin. Mit Kikuko Inoue bildete sie im selben Jahr das kurzzeitige Duo Osakana Penguin (おさかなペンギン, Osakana Pengin) – Penguin, weil sich bei Aufregung ihre Arme versteifen. Am 23. Dezember 1995 hielt sie ihr erstes Solokonzert in der Tōkyō TBS Hall.
Im November 1997 wechselte sie von 81 Produce zu Starboard. Am 14. Februar 1998 heiratete sie den Komponisten Harukichi Yamamoto (山本 はるきち, Yamamoto Harukichi; bürgerlich: 山本 治彦, Yamamoto Haruhiko), der viele ihrer Lieder schrieb. Im November 2001 wurde sie von ihrer Heimatstadt zur Sonderbotschafterin für den Onsen-Tourismus ernannt.
Im Dezember 2004 löste sie sich von ihrer Künstleragentur Starboard und gründete 2005 mit J.Island ihre eigene.
Im Mai 2007 wurden sie und Harukichi Yamamoto geschieden.

## Rollen (Auswahl)
- Ayashi no Ceres (Ceres)
- Blue Seed (Valencia Tachibana)
- Card Captor Sakura (Tomoyo Daidōji)
- Devilman Lady (Jun Fudō/Devilman Lady)
- Key – The Metal Idol (Tokiko „Key“ Mima)
- Macross 7 (Sally)
- Mahō Tsukai Tai! (Akane Aikawa)
- Mojakō (Miki)
- Montana Jones (Melissa)
- My-HiME (Akane Higurashi)
- My-Otome (Akane Soir)
- Neon Genesis Evangelion (Hikari Horaki)
- Perfect Blue (Mima Kirigoe)
- Rurouni Kenshin: Tsuioku-hen (Tomoe Yukishiro)
- Shin Katei Gunkan (Annette)
- Tales of Phantasia (Mint Adnade)
- Tenchi Muyō! Manatsu no Eve (Mayuka)
- To Heart (Serika Kurusugawa, Ayaka Kurusugawa)
- Yoshimune (Hime)
- X (Kotori Monō)

## Diskografie

### Alben
- 1995: Hajimemashite (はじめまして)
- 1995: 18-bangai no Kiseki
- 1996: Entrance
- 1997: kimochi
- 1998: kimochi in Tōkyō Kokusai Forum (kimochi in 東京国際フォーラム)
- 1999: Favorite Song
- 1999: alive
- 1999: appear
- 2000: Canary
- 2001: Concert Tour 1999-2000「Final」
- 2002: 1/f
- 2002: Live at Togatoga – Watashi no Heya ni kimasen ka (Live at Togatoga ～私のお部屋に遊びに来ませんか～)
- 2005: Sora no iro… Umi no iro…
- 2005: Love Songs
- 2006: ibuki
- 2006: winter songs
- 2007: be natural
- 2008: Anime on Bossa
- 2011: Anison Acoustics
- 2013: Anison A to Z
- 2013: Yasashi-sa no Tan (やさしさの種子)
- 2014: Voice

### Singles
- 1995: Shutter Chance no Renzoku / Koi ga Hitotsu Kiete Shimatta no (シャッターチャンスの連続 / 恋がひとつ消えてしまったの, Shattā Chansu no Renzoku / ~)
- 1996: Sora no Okarina / Herb Garden (空のオカリナ / ハーブガーデン, Sora no Okarina / Hābu Gāden)
- 1997: Te no Hira no Uchū / Dream Dream (手のひらの宇宙 / Dream Dream)
- 1998: Sora-iro no Kaze / Tsuki no Sejaku ni (空色の風 / 月の静寂に)
- 1999: Sotsugyō (卒業)
- 1999: dream on.
- 1999: Watashi ni Kaerō / Nayuta no Yume (私に帰ろう / 那由多の夢)
- 2000: Scarlet / hurt (single mix) / Gurukun – Akai Sanka (スカーレット / hurt (single mix) / グルクン～赤い魚の燦華～, Sukāretto / hurt (single mix) / Gurukun – Akai Sanka)
- 2000: Boku o Waratte / Kaze no Kioku / Ame (僕を笑って / 風の記憶 / 雨)
- 2000: Deep Purple / Canary / Scarlet ver.II (ディープ・パープル / Canary / スカーレット ver.II, Dīpu Pāpuru / Canary / Sukāretto ver.II)
- 2001: Festazinho / B+～in summer holiday～ / Sazanami
- 2002: Ever / Faraway / Futari dake no X’mas (Ever / Faraway / 二人だけの X’mas)